# Btooom!
Btooom! (ブトゥーム!, Butūmu!) é uma série de mangá e anime escrita por Jun'ya Inoue. O primeiro capítulo foi publicado em 19 de junho de 2009 na revista Weekly Comic Bunch pela Shinchosha. O mangá foi publicado na revista Monthly Comic Bunch e possui 27 volumes compilados. Uma adaptação em anime feita pela Madhouse foi exibida entre 4 de outubro de 2012 e 21 de dezembro de 2012.
Foi publicado no Brasil pela Editora JBC, a coleção foi completada com duas edições finais distintas: Btooom #26 Light e Btooom #26 Dark, onde o autor escreveu dois finais diferentes para a história
.

## Enredo
Ryōta Sakamoto é um desempregado de 22 anos que mora com a mãe. No mundo real ele não é alguém especial, mas online ele é um dos melhores jogadores do planeta de um jogo chamado Btooom!.
Um dia, ele acorda no que parece ser uma ilha tropical, porém não lembra como ou porque foi parar ali. Enquanto andava pela praia, Ryōta viu alguém e chamou por socorro. O estranho respondeu jogando uma bomba nele! Agora Ryōta percebe que sua vida corre perigo e que está em uma versão da vida real de seu jogo preferido! Ryōta conseguirá sobreviver e descobrir porque isso está acontecendo e quem é o culpado?

## Personagens

### Protagonistas
Ryōta Sakamoto (坂本 竜太, Sakamoto Ryōta)
Dublado por: Kanata Hongō
É o protagonista da série. Tem 22 anos e é um dos melhores jogadores de Btooom!. Foi nomeado pela própria mãe para participar de Btooom! na vida real. Seu nome é baseado no nome de Sakamoto Ryōma, um samurai e político do período Edo.No jogo ele se apaixona e se casa com uma jogadora chamada Himiko... quando este entra na ilha do jogo real ele se depara com a realidade no local, faz dupla com Taira e depois com uma jogadora misteriosa que sofre de um panico relacionado a homens ele a apelida de Himiko por se parecer com sua esposa no ultimo episodio da 1 temporada ele descobre que ela e realmente a Himiko do jogo e jura que iram sair da ilha e ficarem juntos
Himiko (ヒミコ) / Hemilia (ヘミリア, Hemiria)
Dublada por: Suzuko Mimori
É a protagonista da série. Foi nomeada pela ex-melhor amiga para ir ao Btooom! da vida real. Seu nome é baseado no nome de Himiko, uma rainha xamã do século III.Tem uma repulsa por homens o que leva ela a não dizer quem ela é realmente a Sakamoto.
Kiyoshi Taira (平 清, Taira Kiyoshi)
Dublado por: Tōru Ōkawa
É um dos jogadores de Btooom! da vida real. Pode falar o dialeto Kansai (grupo de dialetos japoneses da região de Kansai). Seu nome é baseado no nome de Taira no Kiyomori, um general de guerra do período Heian.

### Antagonistas
Kosuke Kira (吉良 康介, Kira Kōsuke)
Dublado por: Miyuki Sawashiro
É um dos jogadores de Btooom! da vida real. É o filho de Yoshihisa Kira. È considerado um psicopata por ter um sentimento de felicidade ao tirar a vida de animais ou humanos. Sempre sofreu violência e abusos do seu pai. É considerado um nerd do mesmo nível de Sakamoto, ficando mais de 80 horas jogando sem parar. Depois de sofrer vários abusos e torturas de seu pai, Kosuke começou a violentar garotas e depois estupra-las, nunca teve nenhum sofrimento mental por isso. Saiu da prisão mais cedo pela ajuda de seu advogado, que fugiu de Kosaka depois dele ter matado seu próprio pai e ter ficado tremendamente feliz e alegre ao ver o corpo de Yoshihisa Kira explodir. Kosaka Kira tem um grande prazer em lutar e não tem medo algum de matar qualquer ser vivo.
Masashi Miyamoto (宮本 雅, Miyamoto Masashi)
É um dos jogadores de Btooom! da vida real e um veterano em guerras. É morto por Ryōta.
Nobutaka Oda (織田 信隆, Oda Nobutaka)
Dublado por: Yuichi Nakamura
Era o melhor amigo de Ryōta na escola, deixaram de ser amigos quando Oda fez sexo com quem Ryōta gostava. É um dos participantes de Btooom! da vida real. Era um exemplo para Sakamoto.

## Anime
Em junho de 2012 foi anunciado que o mangá seria adaptado para anime pela Madhouse. O primeiro episódio foi exibido em 4 de outubro de 2012 no canal Tokyo MX e o último em 21 de dezembro de 2012. A música de abertura é "No pain, No game", cantada por Nano, e a música de encerramento é "Aozora" (アオゾラ), cantada por May'n. Não há previsão de segunda temporada.